# Chitipa
Chitipa (già Fort Hill fino al 1964) è un centro abitato del Malawi situato nella Regione Settentrionale.